# D'Alembertovo načelo
D'Alembertovo načélo [dalembèrovo ~] (ali tudi Lagrange-d'Alembertovo načelo) [lagránž ~] je v fiziki načelo o osnovnih klasičnomehanskih zakonih gibanja in je enakovredno 2. Newtonovemu zakonu. Imenuje se po francoskem fiziku Jeanu le Rondu d'Alembertu, ki ga je odkril, in leta 1742 objavil v razpravi Razprava o dinamiki (Traité de dynamique).

## Povezava z 2. Newtonovim zakonom
Drugi Newtonov zakon podaja zvezo med rezultanto zunanjih sil Σ F, ki deluje na telo z maso m, in pospeškom a, s katerim se telo giblje pod vplivom te sile:
{\displaystyle \sum _{i}\mathbf {F} _{i}=m\mathbf {a} \!\,.}
Izraz na desni strani enačbe lahko posplošimo, če vpeljemo gibalno količino G in upoštevamo zvezo G = m v, pri čemer je v hitrost telesa.
{\displaystyle \sum _{i}\mathbf {F} _{i}={\frac {\mathrm {d} \mathbf {G} }{\mathrm {d} t}}\!\,.}
Izraz preide v prej navedeni izraz, kadar se masa telesa s časom ne spreminja.
Zadnji izraz lahko zapišemo tudi kot:
{\displaystyle \sum _{i}\mathbf {F} _{i}-{\frac {\mathrm {d} \mathbf {G} }{\mathrm {d} t}}=0\!\,.}
Če uvedemo posplošeno silo F'i = Fi - dG/dt, vidimo, da ima enačba obliko, enako pogoju za statično ravnovesje.
{\displaystyle \sum _{i}\mathbf {F'} _{i}=0\!\,.}
Za ravnovesje posplošenih sil se uporablja tudi izraz dinamično ravnovesje. Za d'Alembertovo načelo zato pogosto povedo, da privede probleme dinamike na probleme statike.
Vpeljava posplošene sile je enakovredna postavitvi opazovalca v neinercialni opazovalni sistem, ki se giblje pospešeno skupaj s telesom. Sila -dG/dt je v takem sistemu sistemska sila, ki je posledica pospeška opazovalnega sistema.
Tako določeno d'Alembertovo načelo se glasi: pogoj za dinamično ravnovese dobimo, če vsoti zunanjih sil, ki delujejo na telo, prištejemo sistemske sile, in zahtevamo, da je skupna vsota sil enaka nič.

## Načelo virtualnih premikov
D'Alembertovo načelo v zgornji obliki včasih združijo z načelom virtualnih premikov, tako da se glasi: delo, ki ga opravi rezultanta posplošenih sil pri neskončno majhnem premiku sistema, omejenega z vezmi, je v ravnovesju enako nič:
{\displaystyle \sum _{i}\left({\mathbf {F} }_{i}-{\frac {\mathrm {d} {\mathbf {G} }_{i}}{\mathrm {d} t}}\right)\cdot \delta {\mathbf {r} }_{i}=0\!\,.}